# Crepis commutata
Crepis commutata ist eine Pflanzenart aus der Gattung Pippau (Crepis) in der Familie der Korbblütler (Asteraceae).

## Merkmale
Crepis commutata ist ein einjähriger Schaft-Therophyt, der Wuchshöhen von 10 bis 50, selten bis 75 Zentimetern erreicht. Der Milchsaft riecht nicht auffällig. Der Stängel ist beblättert und wird nach oben meist annähernd kahl. Die Blätter sind leierförmig-fiederschnittig. Die Hülle ist 7 bis 12 Millimeter groß. Die äußeren Hüllblätter sind nur halb so lang wie die inneren. Der Fruchtboden weist je Achäne 2 lineale Spreublätter auf. Die Früchte sind spindelförmig und ungeflügelt. Die randständigen Früchte sind kurz geschnäbelt, die inneren besitzen einen langen Schnabel. Der Pappus ist 3 bis 4 Millimeter groß.
Die Blütezeit reicht von März bis Mai.
Die Chromosomenzahl beträgt 2n = 10.

## Vorkommen
Crepis commutata kommt im nordöstlichen Mittelmeerraum und im Orient vor. Die Art wächst in Phrygana und auf trockenen Pionier- und Ruderalstellen. Auf Kreta ist sie in Höhenlagen von 0 bis 600, selten bis 1200 Meter zu finden.

## Taxonomie
Synonyme für Crepis commutata (Spreng.) Greuter sind Crepis foetida subsp. commutata (Sprengel) Babcock und Rodgia commutata Sprengel.

## Belege
1. 1 2 3 4  Ralf Jahn, Peter Schönfelder: Exkursionsflora für Kreta. Mit Beiträgen von Alfred Mayer und Martin Scheuerer. Eugen Ulmer, Stuttgart (Hohenheim) 1995, ISBN 3-8001-3478-0, S. 340.
2. ↑   Tropicos.